# 農園の寵児
『農園の寵児』（のうえんのちょうじ、Rebecca of Sunnybrook Farm、「サニーブルック農園のレベッカ」の意）は、1938年（昭和13年）製作のアメリカ合衆国の映画である。アラン・ドワン監督のミュージカル映画、シャーリー・テンプル主演作である。原作は、ケイト・ダグラス・ウィギンの少女小説『少女レベッカ』。
シャーリー・テンプルの代表作の一つ。当時世界的にヒットした。相手役のランドルフ・スコットは有名な西部劇スター。ジャック・ヘイリーは『オズの魔法使』のブリキ男を演じた。グロリア・スチュワートは、後に『タイタニック』のローズを演じることになる。

## ストーリー
実の両親が亡くなった少女レベッカ。けれども彼女には歌の才能があった。シリアルのメーカーの番組でオーディションがあり、プロデューサーのアンソニー・ケントは彼女に決めるが、オーヴィル・スミザーズから間違って不合格と言われてしまう。レベッカは伯母さんの農園に預けられる。

## キャスト
- レベッカ・ウィンステッド : シャーリー・テンプル
- アンソニー・ケント : ランドルフ・スコット
- オーヴィル・スミザーズ : ジャック・ヘイリー
- グウェン・ウォレン : グロリア・スチュワート
- ローラ・リー : フィリス・ブルックス
- ミランダ・ウィルキンス伯母 : ヘレン・ウェストリー
- ホーマー・バスビー : スリム・サマーヴィル
- アロイシアス : ビル・ロビンソン
- 少年 ： ミルトン・バール